# Nele Mueller-Stöfen
 (mars 2025).
Nele Mueller-Stöfen (née le 7 mai 1967 à Hambourg) est une actrice allemande.

## Biographie
En 1988, Mueller-Stöfen décide d'étudier à l'Université de musique et d'art dramatique de Graz (de). Pendant sa formation, elle fait ses premières apparitions au théâtre et à la télévision.
Après avoir terminé sa formation, elle a un engagement du Theater Münster. En 1993, elle reçoit le prix du jeune talent de la Rhénanie-du-Nord-Westphalie pour son rôle de Gretchen dans Faust. Une tragédie. Nele Mueller-Stöfen joue ensuite notamment au Kampnagel à Hambourg, à Berlin, au Renaissance-Theater, au Theater am Kurfürstendamm et au Sophiensäle dans Girls night out pour laquelle elle est nommée au prix Friedrich-Luft en 2002.
Après son engagement au théâtre, elle se consacre de plus en plus au cinéma. En 1996, à côté d'Armin Rohde et Markus Knüfken, elle joue dans la dernière saison des Routiers. Elle fait ses débuts au cinéma dans Das Superweib de Sönke Wortmann.
Avec son compagnon Edward Berger, elle écrit le scénario du film Jack, qui fait partie de la sélection de la Berlinale 2014.

## Filmographie sélective

### Cinéma
- 1994 : Einer meiner ältesten Freunde
- 1994 : Der Leihmann
- 1996 : Das Superweib
- 1996 : Peanuts – Die Bank zahlt alles
- 1998 : Doppeltes Spiel mit Anne
- 1999 : Jimmy the Kid
- 2001 : Viktor Vogel, directeur artistique
- 2001 : Frau2 sucht HappyEnd
- 2007 : Le Comte d'Édesse
- 2013 : Mes sœurs
- 2014 : Jack
- 2015 : Trouble-fête

Comme réalisatrice
- 2025 : Exquis (Delicious)

### Téléfilms
- 1997 : Buddies – Leben auf der Überholspur
- 1997 : Die Sieben Feuer des Todes
- 1997 : Der stille Herr Genardy
- 1997 : Hotel Mama – Die Rückkehr der Kinder
- 1998 : Célibataire cherche héritier
- 1998 : Annas Fluch – Tödliche Gedanken
- 1998 : Das Finale
- 1998 : Die Beischlafdiebin
- 1999 : Dunckel
- 1999 : Beckmann und Markowski – Gehetzt
- 2000 : Ben & Maria – Liebe auf den zweiten Blick
- 2000 : Trennungsfieber
- 2001 : Secrets d'état
- 2001 : Ein Tödliches Wochenende
- 2001 : Ein Zwilling zuviel
- 2001 : Der Solist – Kuriertag
- 2002 : Der Solist – In eigener Sache
- 2004 : Le Commando
- 2007 : Guten Morgen, Herr Grothe
- 2008 : Einer bleibt sitzen
- 2009 : Der Mann auf der Brücke
- 2009 : Heute keine Entlassung
- 2011 : La Sirène marocaine
- 2015 : Besser spät als nie

### Séries télévisées
- 1995 : Girl friends – Freundschaft mit Herz (14 épisodes)
- 1996 : Les Routiers (13 épisodes)
- 2004 : Bloch - Schwestern
- 2004 : Tatort : Eine Leiche zu viel
- 2005 : Tatort : Leiden wie ein Tier
- 2009 : Der Kapitän – Packeis
- 2009 : Der Kapitän – Piraten
- 2011 : Verschollen am Kap
- 2012 : Der Staatsanwalt
- 2012 : SOKO Stuttgart – Koi Ahoi
- 2012 : Une équipe de choc : Die Gottesanbeterin
- 2013 : Tatort : Wer das Schweigen bricht
- 2013 : Letzte Spur Berlin – Schattenengel
- 2016 : Der Bergdoktor
- 2017 : Helen Dorn: Gnadenlos
- 2018 : Unter anderen Umständen : Das Geheimnis der Schwestern